# Matei 28:19

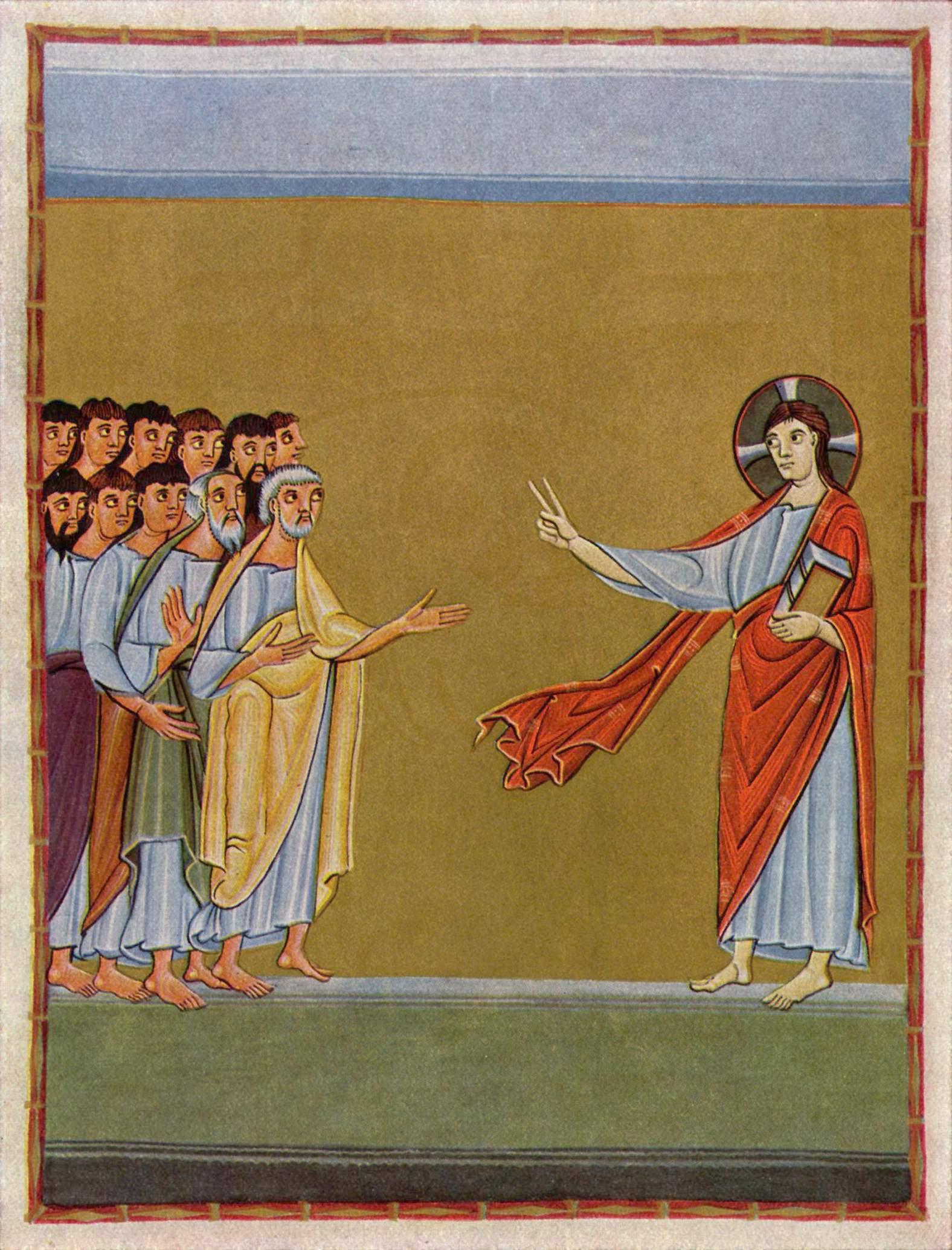
Iisus Hristos trimițându-i pe apostoli în Marea Trimitere (anluminură din Cartea de pericope a lui Henric al II-lea, 1010).

Matei 28:19 este cel de-al nouăsprezecelea verset al celui de-al douăzeci și optulea capitol al Evangheliei după Matei din Noul Testament. Versul marchează în cadrul Evangheliei lui Matei trimiterea apostolilor în Marea Trimitere și porunca de a boteza toate popoarele lumii.